# L'Oliva (Pinós)
L'Oliva és una masia de Vallmanya, del municipi de Pinós, a la comarca catalana del Solsonès, inclosa a l'Inventari del Patrimoni Arquitectònic de Catalunya. És més coneguda com a l'Oliva de Vallmanya, per a distingir-la de l'Oliva d'Ardèvol, del mateix municipi.

## Situació
La masia es troba a llevant del nucli de Vallmanya, a l'extrem sud-est del terme de Pinós, a la conjunció del torrent de Bonsfills amb la riera de Vallmanya. S'hi va per la carretera de Vallmanya a Salo: partint del trencall que puja a Vallmanya (enfront de cal Prat), als 1,4 km.(41° 50′ 05″ N, 1° 36′ 15″ E / 41.834701°N,1.604186°E) es pren el trencall a mà dreta (S) (ben senyalitzat). Després de creuar la riera de Vallmanya, als 240 metres es deixa a l'esquerra el camí que puja a Bonsfills i, per la dreta, després de deixar l'ermita de Sant Pelai a la dreta, s'arriba, per un pont, a l'Oliva.

## Descripció

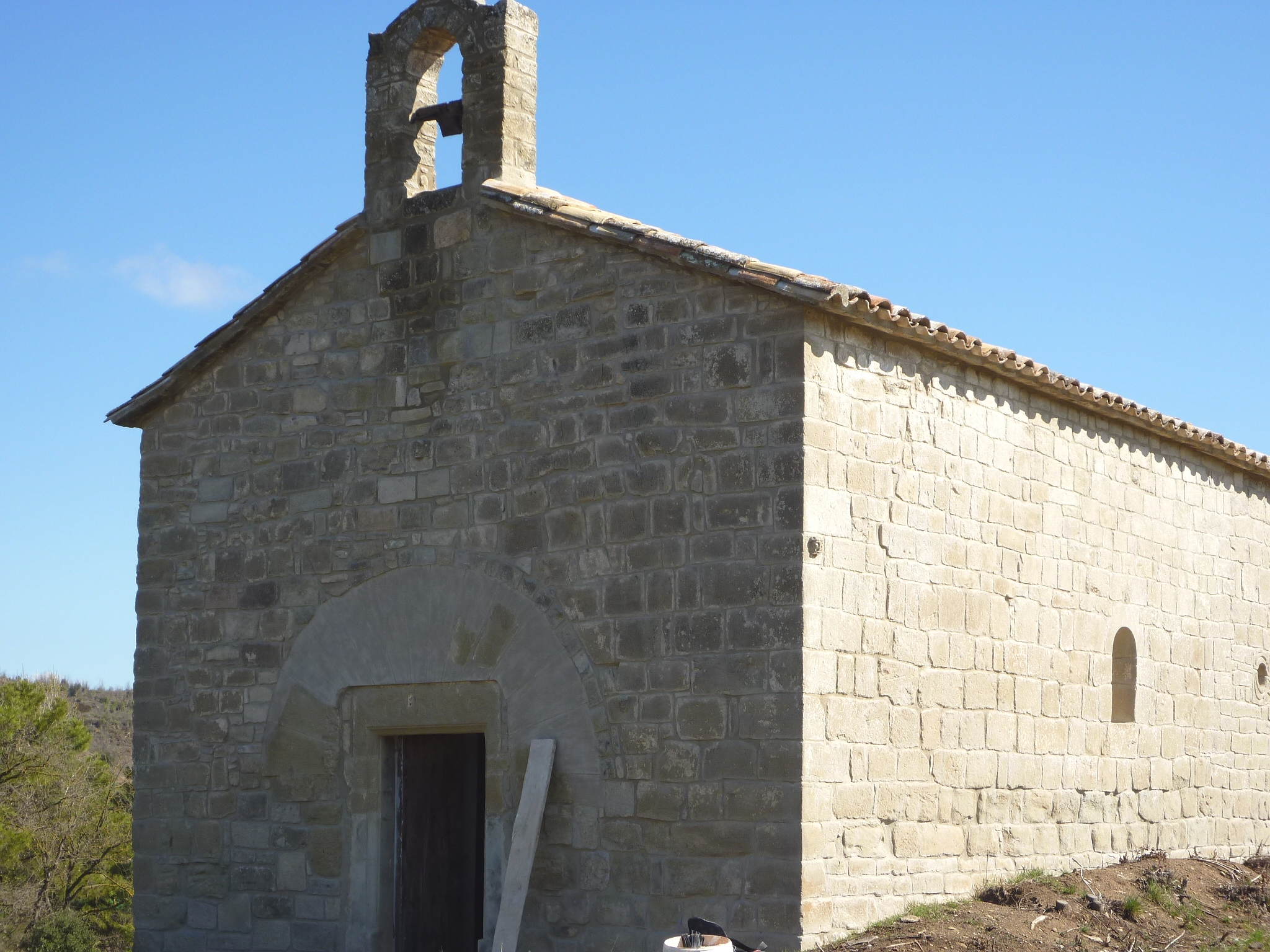
Capella de Sant Pelai

Masia d'estructura clàssica (segons la tipologia de Danés) amb el carener perpendicular a la façana principal, orientada a ponent. Totes les façanes presenten petites obertures amb llindes de pedra ben tallada, llevat de la façana de ponent i de migdia on les obertures són ja grans finestrals.

## Història
La masia d'Oliva a Vallmanya és una antiga casa pairal, amb capella pròpia situada a pocs metres abans d'arribar a la casa, al mig d'un camp. La capella està dedicada a Sant Pelai.